# Jerrold Brooks
Pour les articles homonymes, voir Brooks.
Jerrold Brooks, né le 27 septembre 1991, à Rochester dans l'État de New York, est un joueur américain de basket-ball. Il évolue au poste de meneur de jeu.

## Biographie
Après une première expérience professionnelle en ligue mineure américaine puis une saison pleine en Angleterre, Jerrold Brooks s'engage pour la première fois en France à Andrézieux-Bouthéon en Nationale 1. Auteur une fois encore d'une saison pleine, il est élu deuxième meilleur meneur de Nationale 1 derrière Xane d'Almeida. Au début de la saison 2017-2018, il rejoint l'étage supérieure et l'ADA Blois comme pigiste médical pour pallier la blessure de Torey Thomas. Il est distingué au mois de décembre par la rédaction du magazine Bebasket comme MVP du mois en Pro B. Malgré la volonté du club blésois de le conserver, il quitte l'ADA à l'issue de sa pige pour s'engager à l'ALM Évreux Basket toujours en Pro B en janvier 2018.
L'année suivante, il reste en Normandie en signant au Caen Basket Club également en Pro B mais ne parvient pas à éviter la relégation du club en Nationale 1. Le 18 juin 2019, il retrouve l'ALM Évreux en signant pour la saison 2019-2020.

## Carrière universitaire
- 2010-2011 :  Golden Eagles de Southern Idaho (NJCAA)
- 2011-2012 :  Thunderbirds de Casper College (NJCAA)
- 2012-2014 :  Golden Eagles de Southern Miss (NCAA I)

## Carrière professionnelle
- 2014-2015 :  Buffalo 716ers (PBL)
- 2015-2016 :  Sheffield Sharks (BBL)
- 2016-2017 :  ALS Andrézieux-Bouthéon (NM1)
- 2017 :  ADA Blois (Pro B)
- 2018 :  ALM Évreux Basket (Pro B)
- 2018-2019 :  Caen BC (Pro B)
- 2019-2020 :  ALM Évreux Basket (Pro B)

## Palmarès
- Vainqueur des Playoffs BBL 2016

## Distinctions
- MVP du mois de décembre en Pro B 2017
- Deuxième meilleur meneur de NM1 2017